# Gertrude di Hackeborn
Gertrude di Hackeborn (1232 – 1292) è stata una religiosa tedesca.
Fu badessa del convento benedettino di Helfta, nei pressi di Eisleben.

## Biografia
Gertrude di Hackeborn nacque vicino ad Halberstadt, nella Sassonia-Anhalt. Era un membro della dinastia turingia Hackeborn e sorella maggiore di Matilde. Entrò giovanissima nel convento benedettino di Roderdorf, di tradizione cistercense. Fu eletta badessa nel 1251 all'età di diciannove anni. Fondò il convento di Hederleben nel 1253 con l'aiuto dei suoi due fratelli Albert e Louis, ma per la mancanza d'acqua ricevette da loro il castello di Helpeda (Helfta) e il terreno circostante, dove trasferì la sua comunità nel 1258.
Come badessa si distinse per la pratica benedettina, l'austerità cistercense e la spiritualità domenicana, che resero noto il convento di Helfta in tutto il Sacro Romano Impero. Gertrude esigeva che le sue suore fossero istruite nelle arti liberali, ma soprattutto nella Bibbia. È descritta come una donna colta in grado di unire amore, gentilezza e pietà a saggezza pratica e buon senso. Sotto la sua guida il monastero di Helfta venne molto apprezzato per la sua vitalità spirituale e intellettuale. Nonostante la protezione di alcune famiglie potenti, il convento fu saccheggiato almeno due volte durante la reggenza di Gertrude.
Nel 1270 si occupò dei malati e diede rifugio alla beghina Matilde di Magdeburgo.
Gertrude di Hackeborn non va confusa con Gertrude la Grande, che nacque oltre 20 anni dopo di lei e che visse come suora ordinaria nel monastero di Helfta. La badessa non scrisse mai nulla, né ricevette alcuna rivelazione da Dio o alcuna canonizzazione.